# Jiří Rusnok

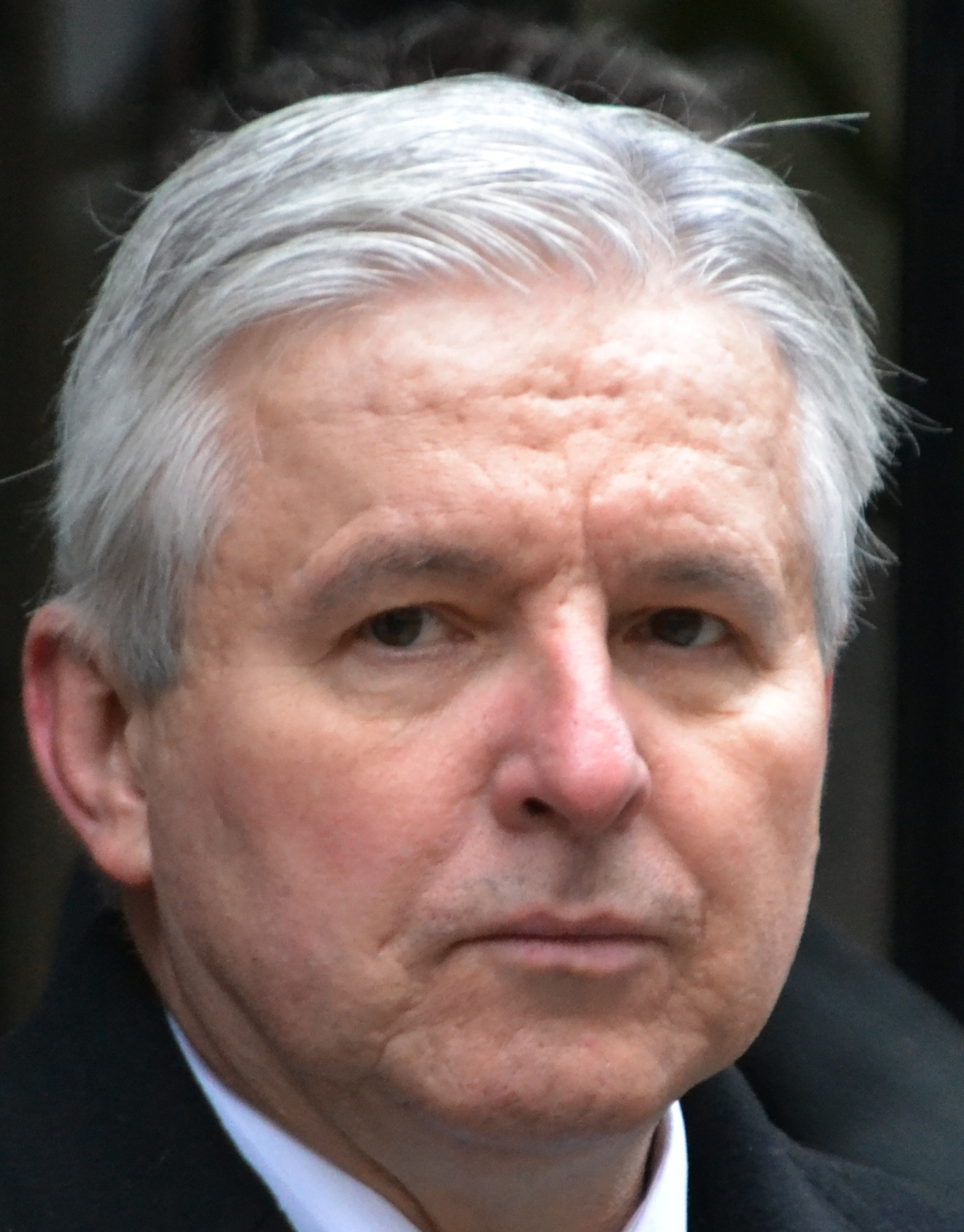
Jiří Rusnok (2013)

Jiří Rusnok (* 16. Oktober 1960 in Ostrava) ist ein tschechischer Politiker und Ökonom. Ab April 2001 war er Finanzminister der sozialdemokratischen Regierung von Miloš Zeman, in der nachfolgenden sozialdemokratischen Regierung von Vladimír Špidla war er bis März 2003 Minister für Industrie und Handel. Vom 25. Juni 2013 bis zum 29. Januar 2014 war Rusnok tschechischer Ministerpräsident.

## Biografie
Rusnok erlangte 1984 einen Abschluss der Wirtschaftsuniversität Prag im Bereich der Volkswirtschaft. Danach arbeitete er als Referent in der Staatlichen Planungskommission, später leitete er eine Abteilung im Ministerium für strategische Planung. Von 1992 bis 1998 war er für einen tschechischen Gewerkschaftsbund (ČMKOS) tätig. Vor 1989 war Rusnok auch Kandidat für eine Mitgliedschaft in der KSČ.
Im Januar 1998 trat Rusnok der sozialdemokratischen ČSSD bei und wurde kurz darauf Stellvertreter von Vladimír Špidla, der damals das Amt des Ministers für Arbeit und Soziales in der Regierung von Miloš Zeman innehatte. Am 13. April 2001 wurde er auf Vorschlag von Ministerpräsident Zeman zum tschechischen Finanzminister berufen und wechselte in der nach den Wahlen von Vladimír Špidla gebildeten Regierung in das Ministerium für Industrie und Handel. Bei der Parlamentswahl 2002 wurde er für die ČSSD ins Abgeordnetenhaus gewählt. Rusnok geriet jedoch kurz darauf in Streit mit der amtierenden Parteiführung unter Vladimír Špidla, als er bei der Präsidentschaftswahl am 28. Februar 2003 den Kandidaten der oppositionellen ODS, Václav Klaus, unterstützte und nicht den Kandidaten der eigenen Partei, Jan Sokol. Klaus wurde damals überraschend zum Präsidenten gewählt. Der Staatspräsident entließ Rusnok auf Bitte von Ministerpräsident Špidla kurz darauf am 13. März aus dem Ministeramt. Auf dem folgenden Parteitag am 29. März 2003 trat Rusnok als Vertreter des „pragmatischen Flügels“, der eine enge Zusammenarbeit mit der ODS befürwortete, gegen den amtierenden Parteivorsitzenden Vladimír Špidla an. Rusnok unterlag Špidla jedoch mit 147 zu 299 Stimmen. Kurz darauf gab Rusnok auch sein Abgeordnetenmandat ab. Rusnok verließ daraufhin die Politik und wechselte in die Privatwirtschaft. Er arbeitete ab 2003 zunächst als Berater des Aufsichtsrats der Firma ING in Tschechien und in der Slowakei sowie ab 2006 als Vorstandsvorsitzender des Pensionsfonds der Firma ING.
2010 trat Rusnok aus der ČSSD aus und kandidierte für die von Miloš Zeman neu gegründete Partei SPOZ bei den Kommunalwahlen im Prager Stadtteil Vinoř. Bei der Präsidentschaftswahl 2013 unterstützte Rusnok ebenfalls öffentlich die Kandidatur Zemans, der zum neuen Staatspräsidenten gewählt wurde.
Rusnok wurde nach dem Rücktritt von Petr Nečas von Staatspräsident Miloš Zeman am 25. Juni 2013 zum neuen tschechischen Premierminister ernannt. Zeman setzte sich damit über den erklärten Willen der bisherigen Koalition der ODS, TOP 09 und LIDEM hinweg, die auf eine Fortsetzung dieser Koalition unter Miroslava Němcová als neue Premierministerin gesetzt hatten. Hierfür hatten sie auch Unterschriften der 101 Abgeordneten der Koalition (von insgesamt 200 Parlamentsabgeordneten) vorgelegt. Stattdessen wurde Rusnok jedoch von Zeman beauftragt, eine Expertenregierung zu bilden, die nicht auf den politischen Mehrheitsverhältnissen des Parlaments basiert und das Land nach dem Willen des Präsidenten zu vorgezogenen Neuwahlen führen sollte. Das von Rusnok zusammengestellte Kabinett wurde am 10. Juli 2013 angelobt und musste sich innerhalb von 30 Tagen der Vertrauensabstimmung des Abgeordnetenhauses stellen. Zwar verlor die Regierung, wie zuvor erwartet, die Vertrauensabstimmung am 7. August 2013 mit 93 zu 100 Stimmen. Da sich aber auch keine Mehrheit für eine andere Regierung abzeichnete – unter anderem standen die 101 Abgeordnete der bisherigen bürgerlichen Koalition nicht geschlossen gegen die Regierung – einigten sich die Parteien auf eine vorzeitige Auflösung des Abgeordnetenhauses und vorgezogene Neuwahlen. Am 13. August reichte Rusnok gemäß der Verfassung seinen Rücktritt als Premier bei Präsident Zeman ein, wurde von diesem aber wie erwartet „kommissarisch“ bis zur Ernennung eines Nachfolgers mit der weiteren Amtsführung betraut. Am 20. August löste sich das Abgeordnetenhaus wie verabredet selbst auf und machte den Weg frei für vorgezogene Neuwahlen.
Nach den vorgezogenen Parlamentswahlen beauftragte Staatspräsident Zeman nach einigem Zögern Bohuslav Sobotka mit der Bildung einer neuen Regierung. Rusnok blieb mit seinem Kabinett bis zur Angelobung der neuen Regierung am 29. Januar 2014 im Amt.
Nach der Beendigung der Amtszeit als Ministerpräsident berief Staatspräsident Zeman Rusnok mit Wirkung vom 1. März 2014 in den Rat der Tschechischen Nationalbank. Mit Wirkung vom 25. Mai 2016 ernannte ihn Zeman zum Gouverneur der Nationalbank.